# Segreti di famiglia (film 2009)
(Francis Ford Coppola)
Segreti di famiglia (Tetro) è un film del 2009 scritto, prodotto e diretto da Francis Ford Coppola.
Dopo Non torno a casa stasera e La conversazione questo è il terzo film in cui Coppola, oltre dirigere, scrive anche il soggetto e la sceneggiatura.
Film d'apertura alla 41ª Quinzaine des Réalisateurs al Festival di Cannes 2009 e presentato alla 27ª edizione del Torino Film Festival nella sezione "Festa Mobile". In Italia è stato distribuito il 20 novembre 2009.

## Trama
Il quasi diciottenne Bennie va a Buenos Aires per far visita al fratello maggiore Angelo che non vede da oltre 10 anni. Il fratello è stato in manicomio e ha rotto i ponti con la famiglia, infatti si fa chiamare Tetro (abbreviazione del cognome Tetrocini), a causa di un difficile rapporto con il padre, Carlo Tetrocini, un direttore d'orchestra di fama mondiale. Tetro vive con Miranda nel quartiere della Boca e lavora in un piccolo teatro facendo il tecnico delle luci, concede a Bennie di restare solo pochi giorni, il tempo necessario per le riparazioni della nave da crociera in panne sulla quale lavora come cameriere.
Nonostante prima di fuggire via avesse lasciato una lettera al fratello minore dove prometteva che un giorno sarebbe tornato per portarlo via e prendersi cura di lui, Tetro non vuole più avere rapporti con la sua famiglia. Un giorno Bennie trova degli scritti di Tetro e, essendo cresciuto nel mito del fratello maggiore e delle sue doti letterarie, decide di trascriverli dato che egli non intende che vengano pubblicati. Quando Tetro lo scopre si infuria, ma Bennie reclama che quella è anche la sua storia e decide di realizzarne una rappresentazione teatrale. Tutto questo costringe Tetro a confrontarsi con le ragioni della sua fuga, fino a svelare a Bennie il pesante segreto che si porta dietro da anni.

## Produzione
Inizialmente il regista nel ruolo di Tetro voleva Matt Dillon, impossibilitato da altri progetti. In seguito Coppola si rese conto il film sarebbe somigliato troppo a Rusty il selvaggio (con Dillon protagonista), così dopo una lunga ricerca scelse Vincent Gallo. Il film è stato girato in alta definizione digitale.

## Curiosità
- Molti aspetti della pellicola richiamano la vita del regista: due fratelli direttori d'orchestra (anche il padre e lo zio di Coppola erano musicisti); figli cresciuti all'ombra della figura del padre grande artista (probabile riferimento ai figli Roman e Sofia); la decisione di liberarsi un nome pesante; un incidente in cui perde la vita una persona molto amata (nel film è la madre di Tetro, mentre nella realtà il figlio maggiore di Coppola, Giancarlo, morì durante le riprese di Giardini di pietra). In tal proposito Francis Ford Coppola ha dichiarato di aver raccontato le dinamiche viste in azione fra suo padre e suo zio, e poi fra suo padre ed egli stesso.